# Silent Hill 4: The Room
Silent Hill 4: The Room är det fjärde spelet i survival horror-serien Silent Hill utgivet av Konami. Spelet släpptes juni 2004 i Japan och i september för Nordamerika och Europa samma år. Silent Hill 4 släpptes till både PlayStation 2, Xbox och PC. Ett soundtrack till spelet gavs även ut vid samma tidpunkt.
Till skillnad från de andra spelen i serien, så utspelar sig The Room inte i den hemsökta staden Silent Hill. Istället möter vi karaktären Henry Townshend som bor i den fiktiva staden South Ashfield sedan två år tillbaka. Han finner sig själv inlåst i sin egen lägenhet och försöker gång på gång ta sig ut. Han utforskar en rad övernaturliga världar och hamnar i konflikt med en odödlig seriemördare.
Silent Hill 4 var ursprungligen tänkt som en spinoff till serien, och placerar för första gången in spelaren i ett första-personsläge. Handlingen är en mixtur från tidigare avsnitt i serien. Runt dess release fick spelet för det mesta positiv kritik bortsett från en del blandade åsikter som syftade på avvikelser från den ursprungliga Silent Hill-stilen.

## Handling

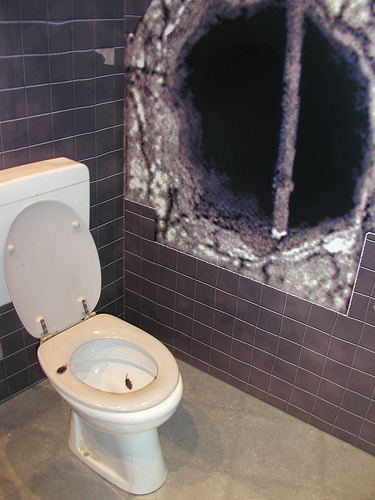
En modell av hålet i Henrys lägenhet från GC 2004

Henry Townshend bor i lägenheten 302. Sedan ett tag tillbaka har han börjat få samma dröm natt efter natt. En dag när han vaknat upptäcker han att han är inlåst i sin egen lägenhet. Någon har kedjat dörren från insidan så att han inte kan ta sig ut och fönstren går varken att öppna eller krossa. Henry upptäcker en mystisk portal i en vägg. Han börjar sakta krypa in till en konstig och grotesk värld.

### Huvudpersoner
- Henry Townshend är huvudpersonen och den du styr i spelets gång. Han har börjat få hemska mardrömmar dag efter dag.
- Eileen Galvin är Henrys granne i South Ashfield Heights. Han vet inte så mycket om henne.
- Walter Sullivan är Henrys motståndare och själva nyckeln till allt som sker.